# Aeropuerto Internacional de la Región de Murcia
El Aeropuerto Internacional de la Región de Murcia (AIRM) (IATA: RMU, OACI: LEMI), popularmente conocido como Aeropuerto de Corvera, es un aeropuerto situado en la Región de Murcia, España. Fue abierto al tráfico comercial el 15 de enero de 2019, en un acto presidido por SM el rey Felipe VI. El aeropuerto es propiedad de la Comunidad Autónoma de la Región de Murcia y es explotado por Aena, a través de su filial Aena Sociedad Concesionaria del Aeropuerto Internacional de la Región de Murcia S.M.E., S.A.

## Historia

### Antecedentes
Los orígenes del aeropuerto se remontan a 2002, cuando se constituyó la sociedad Aeropuertos de la Región de Murcia (Aeromur), formada por el Grupo Fuertes, Cajamurcia y la CAM, entre otras, y promovida por la comunidad autónoma. Su objetivo era impulsar el sector aeronáutico en la Región de Murcia.
Ese mismo año, el entonces presidente del Gobierno Regional, Ramón Luis Valcárcel, presentó el Plan Director del nuevo aeropuerto. Fue declarado «de interés general» el año siguiente por el Ministerio de Fomento, a pesar de que su titular, Francisco Álvarez-Cascos, se oponía al nuevo aeropuerto.
En 2006, se sacó a concurso la construcción y explotación del aeropuerto, al que se presentó, entre otras, Aeromur, en la que se integró Sacyr. Esta empresa es a la que finalmente se le adjudicó el contrato por una duración de 40 años, anunciando una inversión de 550 millones de euros.

### Construcción
En julio de 2008, se iniciaron las obras, con la apertura prevista para 2010. Sin embargo, en 2009, se paralizaron las obras por falta de financiación. Sacyr solicitó un préstamo, pero los bancos no avalaron a la constructora. Fue la comunidad autónoma la que finalmente la avaló con 200 millones de euros, de los que se utilizaron 182. Tuvo que asumir esta deuda en 2013 tras la ejecución del aval, además de sufragar los casi 22 000 euros diarios necesarios para el mantenimiento de las instalaciones pese a no estar aún en funcionamiento.
A principios de 2012, finalizaron las obras, con la previsión de apertura para julio de ese año.

### Gestión
Los retrasos en la apertura provocaron que Aeromur pidiera una prórroga del aval por un año. En vista de esos retrasos, el Gobierno regional decidió, en septiembre de 2013, rescindir el contrato por incumplimiento del mismo.
Al ver que no aparecía otro concesionario para el aeropuerto, la comunidad devolvió el contrato a Aeromur en febrero de 2014. El entonces vicepresidente del Gobierno regional, Juan Bernal, se opuso a esa renegociación del contrato, como se supo posteriormente.
En abril de ese año, Ramón Luis Valcárcel dimitió como Presidente regional, pasando a ocupar su puesto Alberto Garre. El nuevo presidente quería rescindir el contrato de Aeromur, y sacar un nuevo concurso para la explotación del aeropuerto. En noviembre dimitió el consejero de Obras Públicas, Manuel Campos, que se oponía al nuevo concurso, ocupando su cargo Francisco Bernabé. 
En 2015, el aeropuerto pasó a ser propiedad de la comunidad autónoma. El valor del mismo se había depreciado en más de 22 millones de euros desde la finalización de las obras. Ese año comenzó la preparación del nuevo concurso de explotación de la instalación aeroportuaria, que incluyó el cierre del Aeropuerto de San Javier como requisito. Siete operadoras pujaron por el concurso, entre las que se encontraba Aena.
En 2016, Sacyr reclamó daños y perjuicios a la comunidad autónoma por la finalización del contrato, por lo que se paralizó el concurso. Sin embargo, en julio del año siguiente el Tribunal Administrativo Central de Recursos Contractuales desestimó el último recurso presentado contra el proceso de licitación, por lo que el nuevo concurso quedó desbloqueado.
En octubre de 2017, Jaime García-Legaz fue nombrado presidente de Aena, y en diciembre la empresa pública quedó como adjudicataria del concurso, al retirarse las demás compañías en el último momento.
En febrero de 2018, se firmó el contrato entre la comunidad autónoma y la concesionaria Aena Sociedad Concesionaria del Aeropuerto Internacional de la Región de Murcia S.M.E., S.A.. El 14 de enero de 2019 fue el último día de operación de San Javier como aeropuerto civil, y el día siguiente abrió el nuevo aeropuerto.
Se trata del primer aeropuerto que Aena explota en España que no es de su propiedad, actuando como concesionario, algo habitual en operaciones que realiza Aena S.M.E., S.A. fuera de España.

### Nombre

Logotipo

En julio de 2017, la Asamblea Regional de Murcia aprobó  renombrar el aeropuerto a Aeropuerto Internacional de la Región de Murcia–Juan de la Cierva, en homenaje al inventor del autogiro. Sin embargo, la instalación se inauguró sin el nuevo nombre, debido a que la autorización de la Dirección General de Aviación Civil no llegó a tiempo.
En junio de 2021, la Dirección General de Aviación Civil del Ministerio de Transportes, Movilidad y Agenda Urbana denegó el cambio de nombre, por incumplir la Ley de Memoria Histórica, al considerar la vinculación del inventor del autogiro con el golpe de Estado de julio de 1936.
A pesar de ello, el Gobierno regional mantuvo su intención de añadir el nombre de Juan de la Cierva al aeropuerto. Finalmente, el 12 de mayo de 2022, se aprobó en el Consejo de Gobierno el cambio de nombre del aeropuerto.
Sin embargo, en septiembre de 2022, el Tribunal Superior de Justicia de la Región de Murcia ordenó la suspensión del acuerdo del Consejo de Gobierno por el cual se cambió el nombre de la instalación. Por lo tanto, se mantiene el nombre oficial sin la referencia a Juan de la Cierva.
No obstante, el sobrenombre de Aeropuerto de Corvera es el que se ha popularizado ampliamente en el ámbito local.

## Ubicación y comunicaciones
El aeropuerto se encuentra ubicado dentro de los límites de la pedanía de Valladolises y Lo Jurado, entre las poblaciones de Corvera y Valladolises, término municipal de Murcia, en la comarca del Campo de Cartagena.
Dista 25 km de la ciudad de Murcia y 35 km a la de Cartagena, conectándose con el resto de la comunidad autónoma a través de una extensa red viaria, y con el resto del sureste de la península ibérica a través de la Red de carreteras de España.

### Accesos
El aeropuerto está comunicado con la red de carreteras mediante las autovías autonómicas RM-16 y RM-17, construidas para dar acceso al aeropuerto. Estas dos vías enlazan con la A-30, desde la que se conecta con el resto de la red de carreteras de la Región. Además, existe un acceso que lo comunica con la carretera RM-601 y las poblaciones de Corvera y Valladolises.

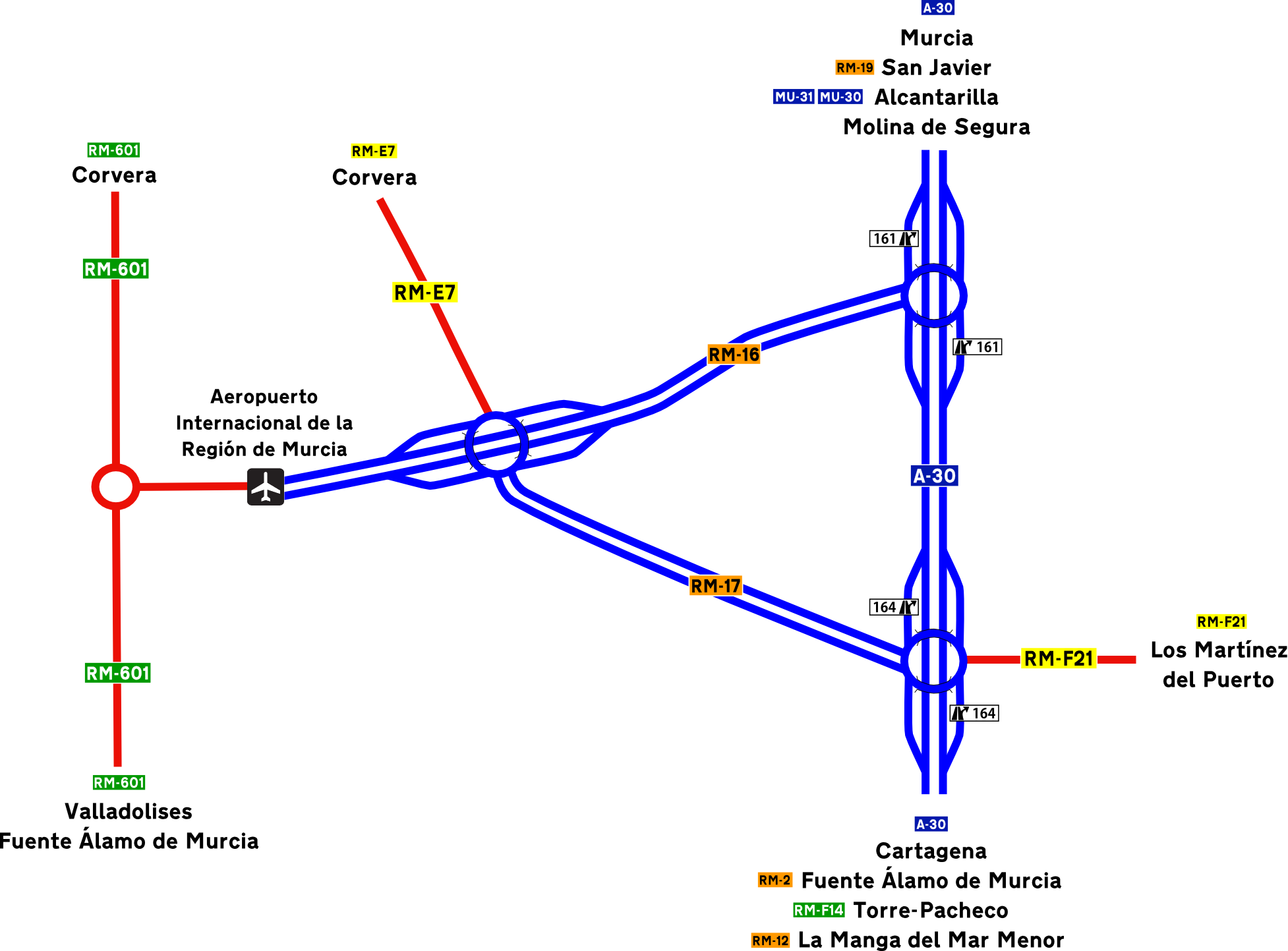
Mapa de accesos al aeropuerto

### Transporte público
Actualmente, el aeropuerto cuenta con conexión limitada mediante transporte público. Desde su inauguración y hasta la pandemia de COVID-19, contó con cuatro líneas que lo conectaban con Murcia, Cartagena y diversas localidades del litoral. El servicio lo prestaba la empresa Interbus, con los horarios adaptados a las salidas y llegadas de los vuelos. 
Para la temporada estival de 2022, operaron dos líneas hacia Murcia y Cartagena, que suspendieron el servicio a partir del 17 de septiembre.
Del 5 de junio al 15 de septiembre de 2023, volvieron a ponerse en marcha las dos citadas líneas, para atender la temporada estival del año.
Desde el 12 de enero de 2024, vuelven a ponerse en servicio las dos citadas líneas, con salidas los viernes y los lunes excepto en verano, que funcionan todos los días de la semana. 
Se encuentra en tramitación la segunda fase de Movibus, por la que se establecerán rutas regulares todo el año.
A continuación, se detallan las líneas en servicio:
| Línea     | Recorrido              | Operador |
| --------- | ---------------------- | -------- |
| MUR-083-1 | Aeropuerto - Murcia    | Interbus |
| MUR-083-1 | Aeropuerto - Cartagena | Interbus |

## Características

### Operación
El AIRM tiene un horario operativo todo el año de 07:30 a 22:30 de lunes a viernes y de 08:30 a 22:30 los fines de semana y festivos.

### Aeródromo
Cuenta con una pista de 3 km (kilómetros) de longitud y 45 m (metros) de ancho, acepta cargas de 100 toneladas, y una terminal de pasajeros de 28 500 m² (metros cuadrados). La terminal está dotada de 9 puertas de embarque, 25 mostradores de facturación y 4 cintas de recogida de equipajes. Tiene una capacidad de 3 millones de pasajeros al año o 23 000 movimientos.
La pista dispone de una calle de salida rápida y 4 apartados de espera. Está equipada con el instrumental de precisión ILS CAT I y el instrumental de no precisión (DVOR/DME). La categoría OACI de Servicio de Salvamento y Extinción de Incendios es de 7.
La aeronave más grande que puede acoger el aeropuerto es un Boeing 747-400.

### Terminal
La terminal cuenta con 24 mostradores de facturación y 9 puertas de embarque. Además, la sala de recogida de equipajes cuenta con tres cintas. En cuanto a otros servicios, existe actualmente una cafetería y una tienda de revistas en la sala principal, así como una zona de duty free, otra tienda de revistas, una tienda de regalos, una de ropa, una de productos típicos, un restaurante de comida rápida y dos cafeterías en la zona de embarque.

### Navegación aérea
El aeropuerto cuenta con una torre de control situada al noreste de la terminal. El servicio de control aéreo en el aeropuerto lo proporciona Ferronats, una empresa participada por Ferrovial y NATS, el proveedor de servicios de navegación aérea de Reino Unido. El 27 de abril de 2018, Aena adjudicó a esta empresa el contrato, con final en 2026.
El control de terminal y de aproximación se realiza desde la base aérea de San Javier, al estar toda la Región de Murcia cubierta por espacio aéreo militar.

## Estadísticas
En su primer año de operación (a partir del 15 de enero de 2019), el aeropuerto recibió 1 090 954 pasajeros en 7976 operaciones. No operó ningún vuelo de carga. Perdió un 14,3 % de pasajeros y un 13,1 % de operaciones respecto a Murcia-San Javier en el año 2018.
El año 2020 vio un descenso en cuanto a pasajeros y operaciones, debido a la pandemia de COVID-19 y las restricciones de movilidad que se implementaron a nivel mundial. Un total de 217 912 pasajeros en 2812 operaciones transitaron por el aeropuerto, lo que supuso un descenso del 80 % y 64,7 %, respectivamente, en comparación con 2019.
En 2024, cinco años después de su apertura a las aerolíneas, y pese a una intensa recuperación del turismo a nivel internacional tras la epidemia de COVID-19, el Aeropuerto Internacional de la Región de Murcia alcanzó los 873.335 pasajeros en 6.730 operaciones. Esto es menos del 70% de los 1.273.424 pasajeros que atrajo el anterior Aeropuerto de San Javier en su último año de operación y menos de la mitad de los 2.002.949 de 2007.
| Puesto | Ciudad           | Pasajeros | Compañías aéreas |
| ------ | ---------------- | --------- | ---------------- |
| 1      | Londres-Gatwick  | 163 157   | EasyJet          |
| 2      | Londres-Stansted | 98 059    | Ryanair          |
| 3      | Mánchester       | 82 357    | EasyJet, Ryanair |
| 4      | Dublín           | 57 858    | Ryanair          |
| 5      | Brístol          | 51 620    | EasyJet          |
| 6      | Londres-Luton    | 48 441    | EasyJet, Ryanair |
| 7      | East Midlands    | 46 535    | Ryanair          |
| 8      | Birmingham       | 33 140    | Ryanair          |
| 9      | Uchda            | 30 909    | Air Arabia Maroc |
| 10     | Bournemouth      | 29 261    | Ryanair          |

| Puesto | Ciudad            | Pasajeros | Compañías aéreas |
| ------ | ----------------- | --------- | ---------------- |
| 1      | Gran Canaria      | 27 690    | Binter Canarias  |
| 2      | Palma de Mallorca | 23 062    | Ryanair          |
| 3      | Asturias          | 9540      | Volotea          |
| 4      | Menorca           | 8899      | Volotea          |
| 5      | Santander         | 8373      | Volotea          |
| 6      | Bilbao            | 2965      | Vueling          |

## Aerolíneas y destinos
En principio, se confirmó que todas las operaciones del Aeropuerto de San Javier se trasladarían al de Corvera una vez abriese este último el 15 de enero de 2019. De las aerolíneas que operaban en San Javier, easyJet, Jet2.com, Ryanair, TUI, Norwegian y SmartWings confirmaron que trasladarían sus vuelos.
Sin embargo, no todas las operaciones fueron trasladadas. Jet2.com dejó de operar a Edimburgo y Newcastle, mientras que Ryanair canceló las rutas con Eindhoven y Fráncfort. Por su parte, British Airways dejó de volar a Londres-Heathrow tras solo un verano de servicio y Aer Lingus hizo lo propio con la conexión con Dublín, terminando ambas su presencia en la Región de Murcia.
Para la temporada de invierno de 2019-2020, Ryanair dejó de volar a East Midlands y Londres-Luton, convirtiendo ambas rutas en estacionales.
Por otro lado, se establecieron dos nuevas rutas que no operaban previamente en San Javier. Una de ellas fue Asturias, operada por Volotea, aerolínea que estudia conexiones con Galicia, Cantabria, Baleares y Canarias.  Se inició también una ruta a Palma de Mallorca, operada por Ryanair. Jet2.com comenzó a volar a partir de 2020 a Londres-Stansted y Birmingham, dos rutas operadas también por Ryanair. Por su parte, Vueling tenía planeado operar una ruta estacional con Barcelona a partir del 30 de marzo de 2020. Posteriormente, inició tal ruta el 18 de junio de 2021, junto a las rutas a Bilbao y Santander en ese mismo mes, pasando a operar las tres rutas estacionales de junio a septiembre. Para el año 2022, Vueling únicamente operó la ruta a Bilbao de junio hasta septiembre.
En la temporada de verano de 2021, multitud de rutas fueron eliminadas. Norwegian y Jet2.com dejaron de operar a todos sus destinos, mientras que Ryanair eliminó las conexiones con Londres Luton y Stansted, East Midlands, Leeds y Dublín. Easyjet dejó de volar a Londres Southend, quedando así Gatwick como único aeropuerto londinense con conexión directa. Sin embargo, se crearon dos nuevas rutas, a Ushda y Casablanca, en Marruecos, siendo los primeros destinos internacionales del aeropuerto fuera del continente europeo.
Otras aerolíneas también operan vuelos para turoperadores, en concreto Ryanair Sun a Varsovia. El aeropuerto recibe asimismo numerosos vuelos chárter, como por ejemplo de equipos de fútbol europeos que vienen a realizar concentraciones en Pinatar Arena. Entre los destinos de estos vuelos se encuentran Berlín, Châlons-en-Champagne, Lille o Madeira.
Además, aerolíneas como Iberia Express, han mostrado su interés en operar desde el nuevo aeropuerto. Se busca el restablecimiento de la conexión con Madrid por parte de Iberia Express o Air Nostrum. También se está negociando una ruta a Marruecos para este año, además de rutas a capitales europeas.

### Destinos nacionales
| Ciudades          | Nombre del aeropuerto                            | Aerolíneas           | Aeronaves | Frecuencias semanales |
| España            | España                                           | España               | España    | España                |
| ----------------- | ------------------------------------------------ | -------------------- | --------- | --------------------- |
| Asturias          |                                                  |                      |           |                       |
| Avilés            | Aeropuerto de Asturias                           | Volotea (Estacional) | A3xxceo   |                       |
| Islas Baleares    |                                                  |                      |           |                       |
| Menorca           | Aeropuerto de Menorca                            | Volotea (Estacional) | A3xxceo   |                       |
| Palma de Mallorca | Aeropuerto de Palma                              | Ryanair (Estacional) | B737      |                       |
| Canarias          |                                                  |                      |           |                       |
| Gran Canaria      | Aeropuerto de Gran Canaria                       | Binter Canarias      | E195-E2   |                       |
| Tenerife          | Aeropuerto de Tenerife Norte-Ciudad de la Laguna | Binter Canarias      | E195-E2   |                       |
| Cantabria         |                                                  |                      |           |                       |
| Santander         | Aeropuerto Seve Ballesteros-Santander            | Volotea (Estacional) | A3xxceo   |                       |
| Cataluña          |                                                  |                      |           |                       |
| Barcelona         | Aeropuerto de Barcelona                          | Volotea (Estacional) | A3xxceo   |                       |
| País Vasco        |                                                  |                      |           |                       |
| Bilbao            | Aeropuerto de Bilbao                             | Volotea              | A3xxceo   |                       |

### Destinos internacionales
| Ciudades por países       | Nombre del aeropuerto                      | Aerolíneas                                  | Aeronaves | Frecuencias semanales |
| África                    | África                                     | África                                      | África    | África                |
| ------------------------- | ------------------------------------------ | ------------------------------------------- | --------- | --------------------- |
| Marruecos                 |                                            |                                             |           |                       |
| Casablanca                | Aeropuerto Internacional Mohammed V        | Air Arabia Maroc                            | A320-214  |                       |
| Uchda                     | Aeropuerto de Oujda Angads                 | Air Arabia Maroc                            | A320-214  |                       |
| Marrakech                 | Aeropuerto de Marrakech-Menara             | Ryanair                                     | B737      |                       |
| Europa                    |                                            |                                             |           |                       |
| Bélgica                   |                                            |                                             |           |                       |
| Amberes                   | Aeropuerto Internacional de Amberes-Deurne | TUI fly Belgium                             | E195-E2   |                       |
| Charleroi                 | Aeropuerto de Charleroi-Bruselas Sur       | TUI fly Belgium                             |           |                       |
| Ostende                   | Aeropuerto Internacional de Ostende-Brujas | TUI fly Belgium (Estacional)                |           |                       |
| Irlanda                   |                                            |                                             |           |                       |
| Dublín                    | Aeropuerto de Dublín                       | Ryanair (Estacional)                        | B737      |                       |
| Noruega                   |                                            |                                             |           |                       |
| Bergen                    | Aeropuerto de Bergen-Flesland              | Norwegian (Estacional)                      | B737      |                       |
| Oslo                      | Aeropuerto de Oslo-Gardermoen              | Norwegian (Estacional)                      | B737      |                       |
| Stavanger                 | Aeropuerto de Stavanger-Sola               | Norwegian (Estacional)                      | B737      |                       |
| Trondheim                 | Aeropuerto de Trondheim-Værnes             | Norwegian (Estacional)                      | B737      |                       |
| Reino Unido               |                                            |                                             |           |                       |
| Ayr                       | Aeropuerto de Glasgow-Prestwick            | Ryanair (Estacional)                        | B737      |                       |
| Birmingham                | Aeropuerto de Birmingham                   | Ryanair                                     | B737      |                       |
| Bournemouth               | Aeropuerto de Bournemouth                  | Ryanair (Estacional)                        | B737      |                       |
| Brístol                   | Aeropuerto de Brístol                      | easyJet (Estacional)                        | A3xx      |                       |
| Londres                   | Aeropuerto de Londres-Gatwick              | easyJet                                     | A3xx      |                       |
| Londres                   | Aeropuerto de Londres-Luton                | easyJet (Estacional) Ryanair (Estacional)   | A3xx B737 |                       |
| Londres                   | Aeropuerto de Londres-Stansted             | Ryanair (Estacional)                        | B737      |                       |
| Mánchester                | Aeropuerto de Mánchester                   | easyJet (Estacional) Ryanair                | A3xx B737 |                       |
| Tierras Medias Orientales | Aeropuerto de East Midlands                | Ryanair (Estacional)                        | B737      |                       |
| Francia                   |                                            |                                             |           |                       |
| Marsella                  | Aeropuerto de Marsella                     | Volotea (Estacional) (inicia julio de 2025) | A3xxceo   |                       |
| República Checa           |                                            |                                             |           |                       |
| Praga                     | Aeropuerto de Praga                        | SmartWings (Chárter Estacional)             |           |                       |